# Escroc à grande échelle
Escroc à grande échelle (France) ou L'Étoffe des héros (Québec) (Crook and Ladder) est le 19e épisode de la saison 18 de la série télévisée d'animation Les Simpson.

## Synopsis
Maggie devient folle après que Marge lui ait retiré sa tétine sur les conseils d'un magazine parental et se met à tout casser jusqu'à ce qu'elle trouve un jouet du chien. Le fait qu'elle tête ce jouet sans cesse empêche Homer de dormir. Il prend des sédatifs qui le rend somnambule et après un certain nombre d'évènements il blesse accidentellement les  pompiers de Springfield, il décide alors de les remplacer avec Moe, Apu et Skinner. Seulement, là où ils éteignent les feux, les propriétaires de l'immeuble en feu les paient avec des récompenses, donc ils commencent à éteindre des feux et prétendre que les objets payants ont été affectés par le feu et qu'ils doivent les amener avec eux, ce qui dégénère jusqu'à ce qu'ils commencent à voler d'autres objets...